# Pararge aegeria
A Pararge aegeria é uma borboleta conhecida por borboleta-malhadinha encontrada dentro e na proximidade das florestas de grande parte da Europa. No norte e oriente europeus, a aparência dessa borboleta depende do local onde ela vive, onde indivíduos do norte são marrom escuro com pintas brancas nas asas, enquanto que os do sul tem nas asas manchas alaranjadas. As duas formas estão integradas uma a outra. Essa espécie também é encontrada no norte de África e na Ilha da Madeira.

## Habitat
É uma borboleta irrequieta, que parece estar sempre a voar de forma agitada, talvez porque se trata de uma espécie muito territorial, que não gosta de abandonar o seu posto de observação.
Prefere locais sombrios, incluindo matos densos e florestas, onde se disfarça na penumbra com as suas asas de tons castanhos e alaranjados, mas é fácil de ver também nos jardins.

### Imagens

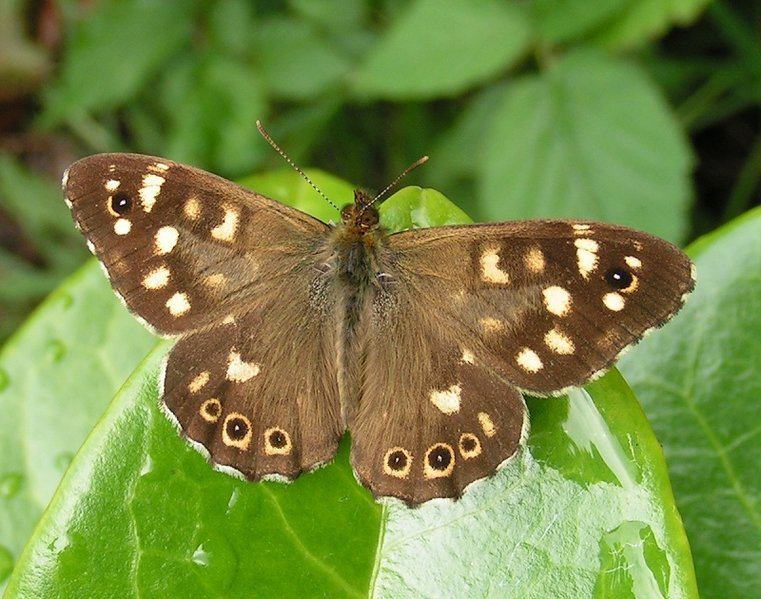
Macho P. a. tircis
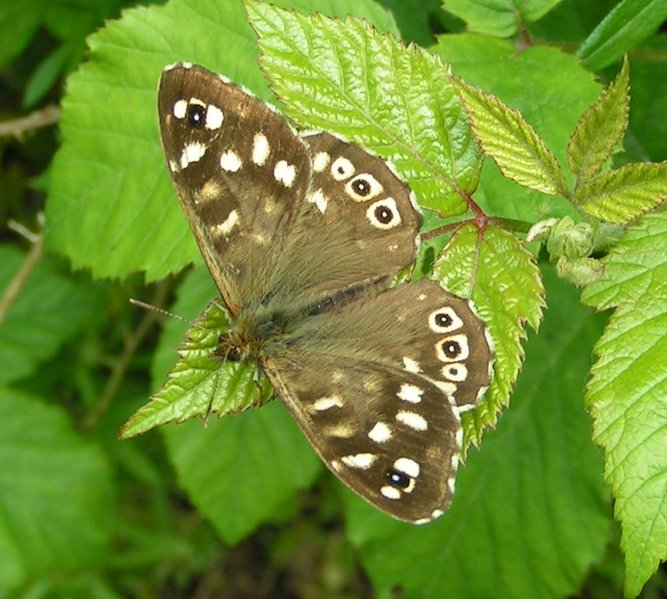
Fêmea P. a. tircis
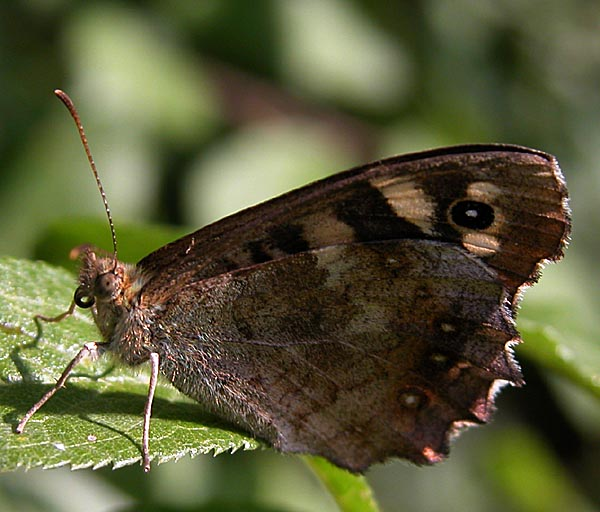
P. a. trcis,
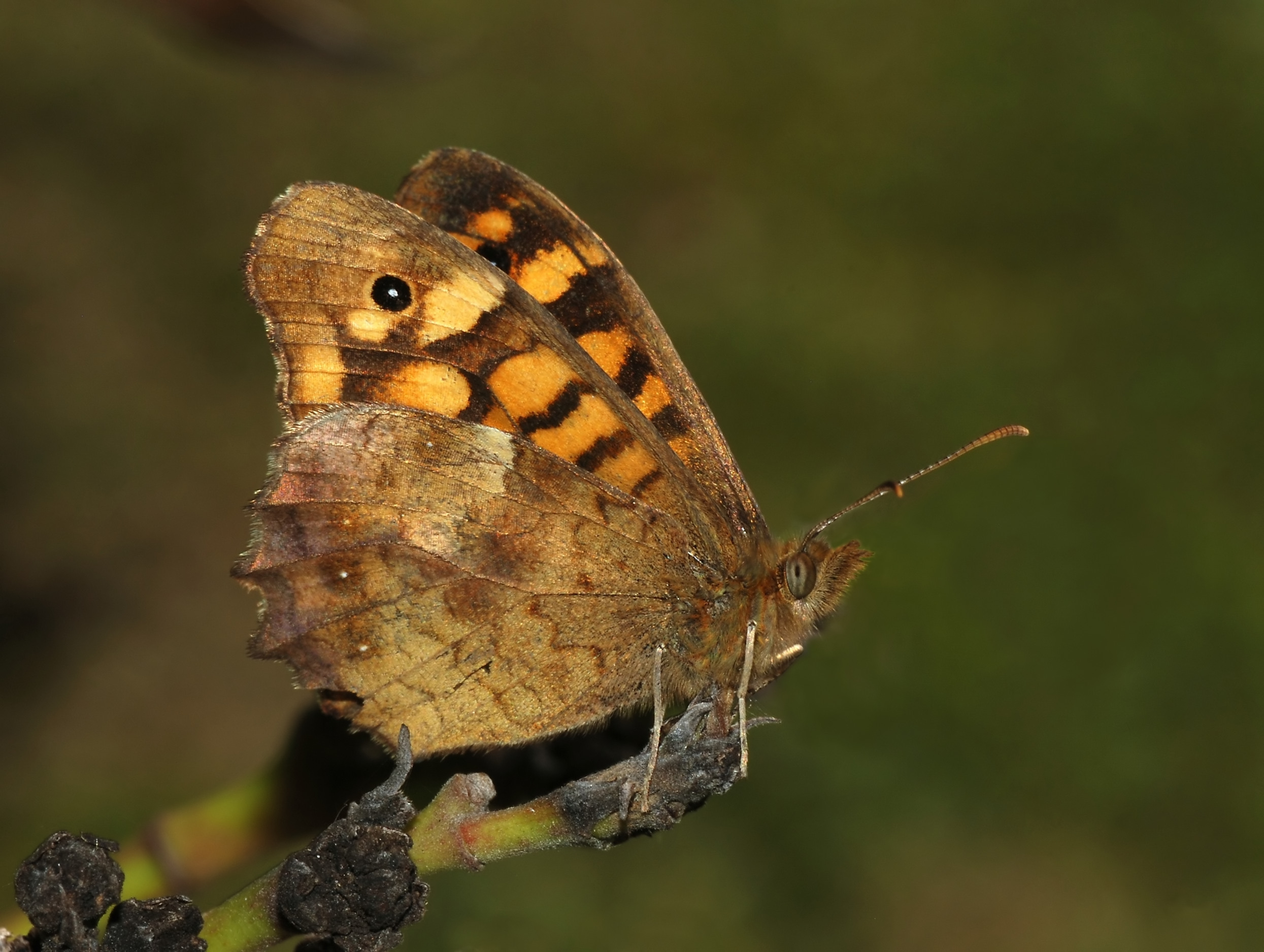
Macho P. a. aegeria
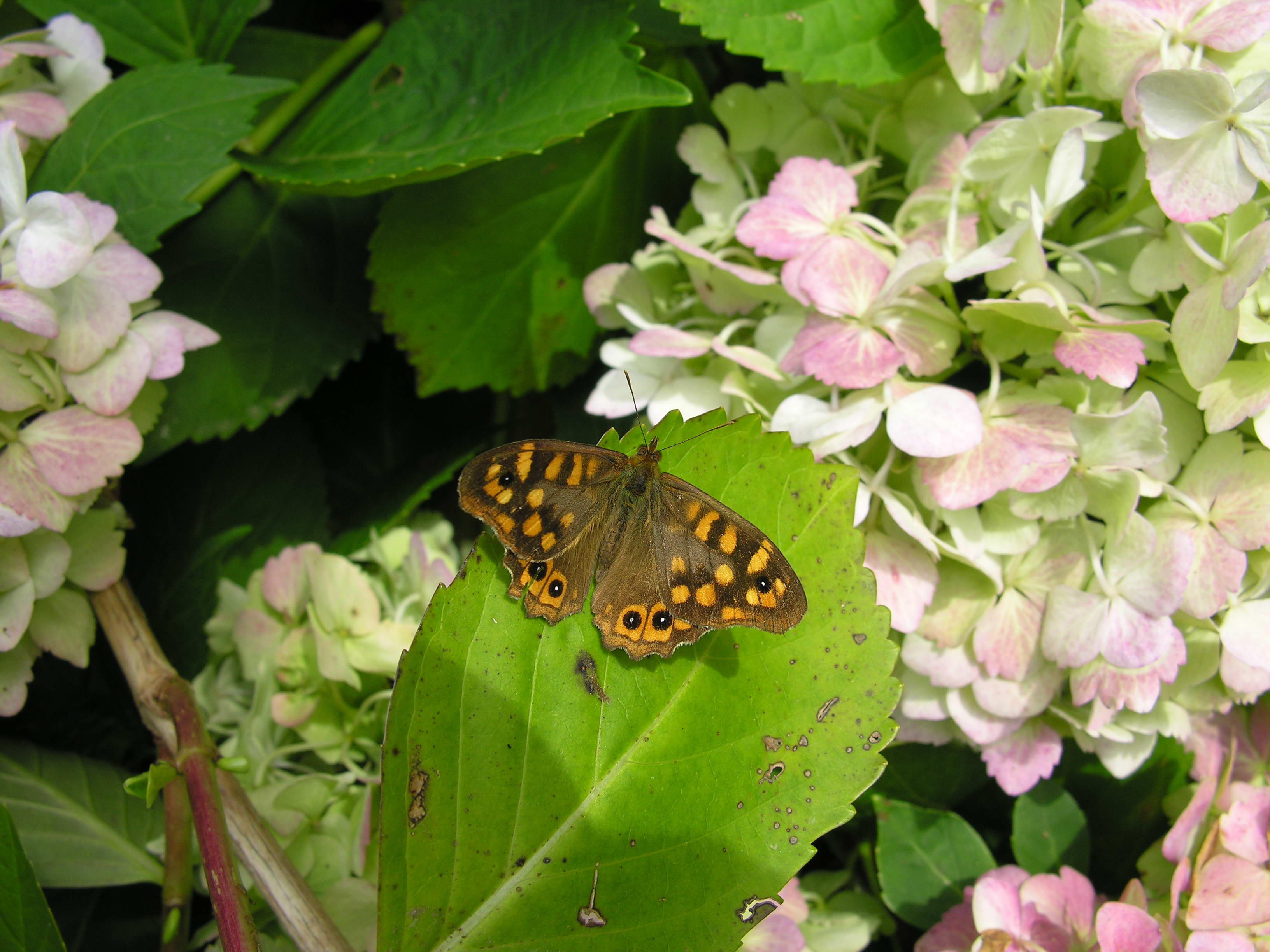
Macho P. a. aegeria
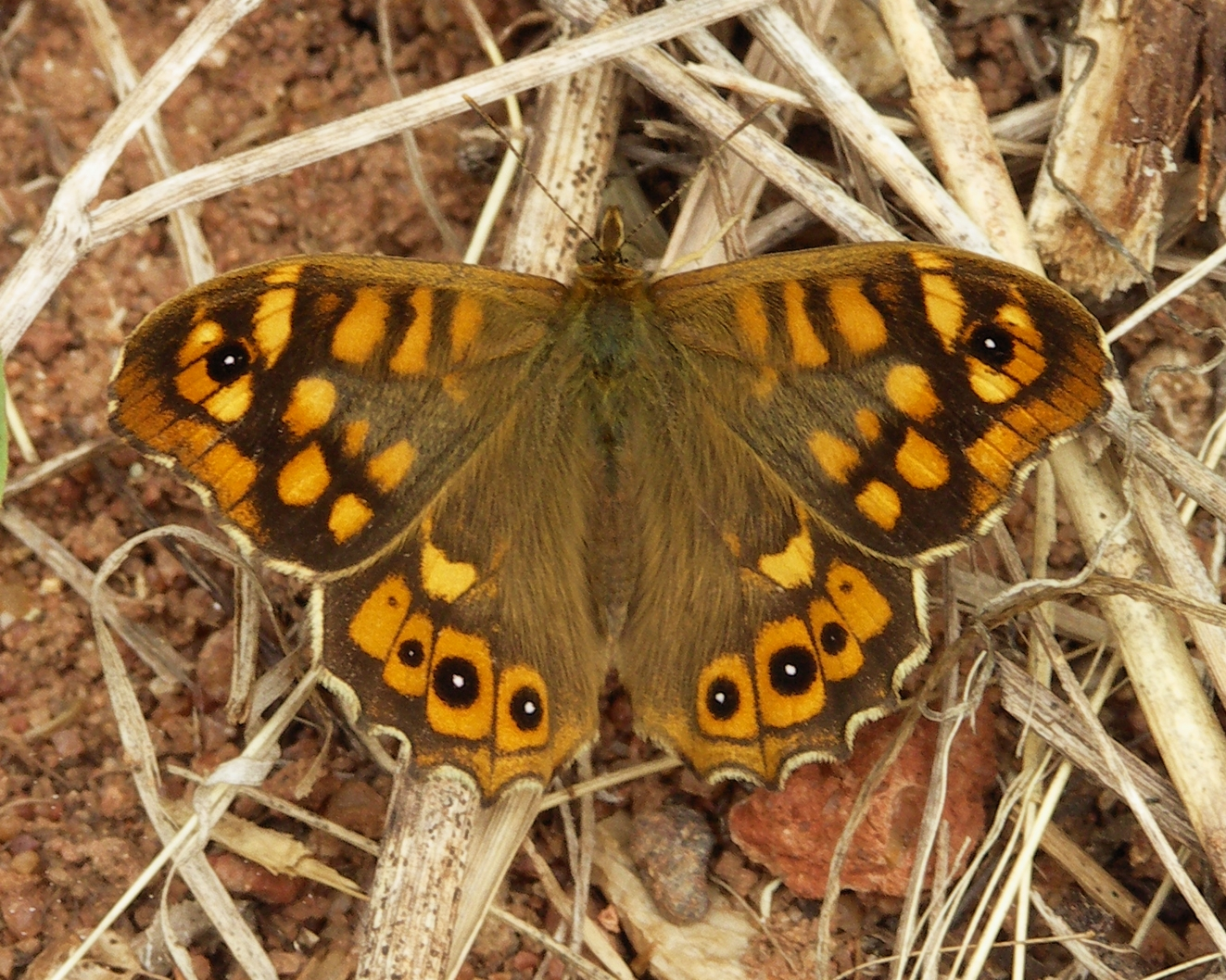
Macho P. a. aegeria
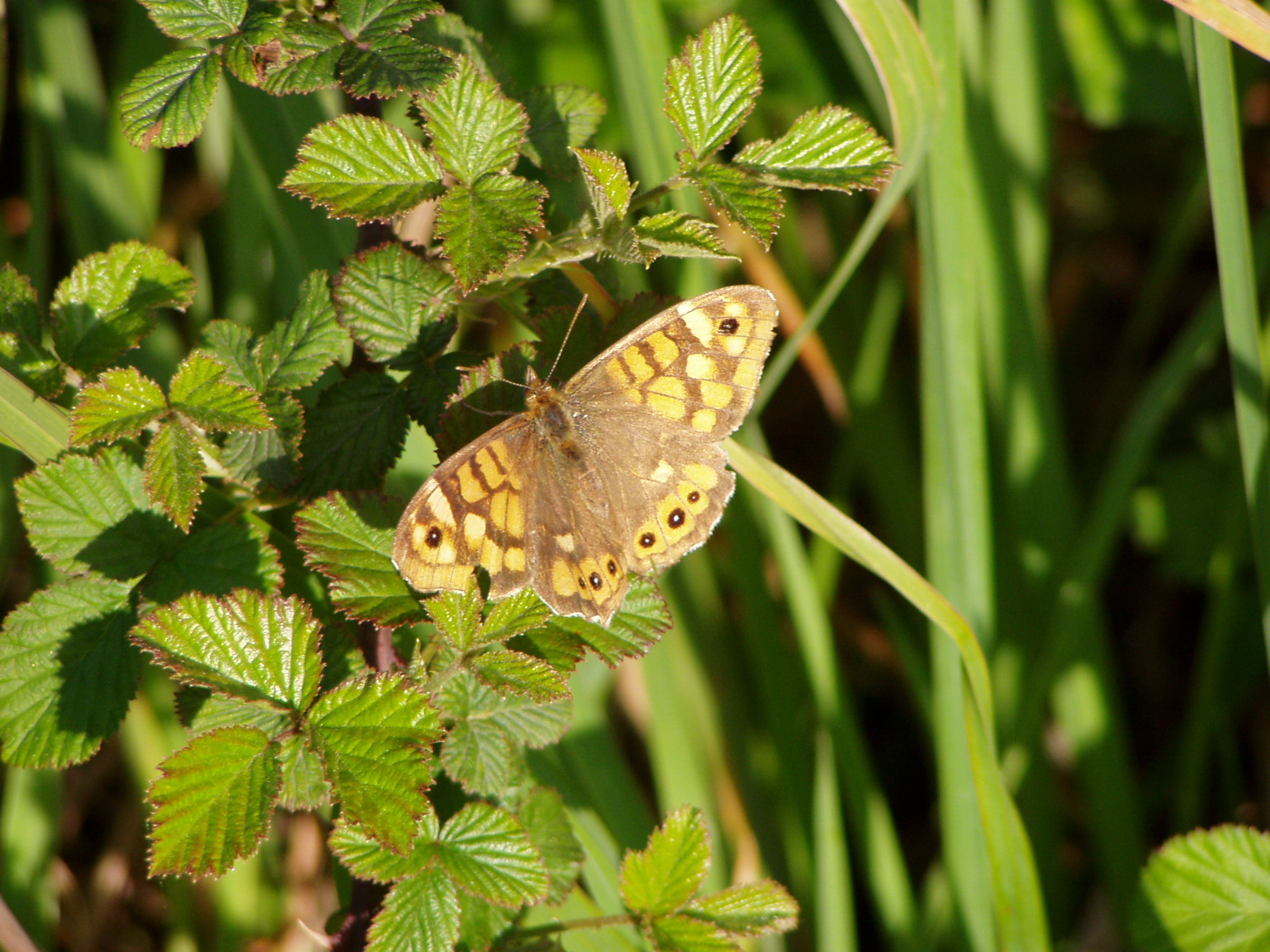
Fêmea P. a. aegeria
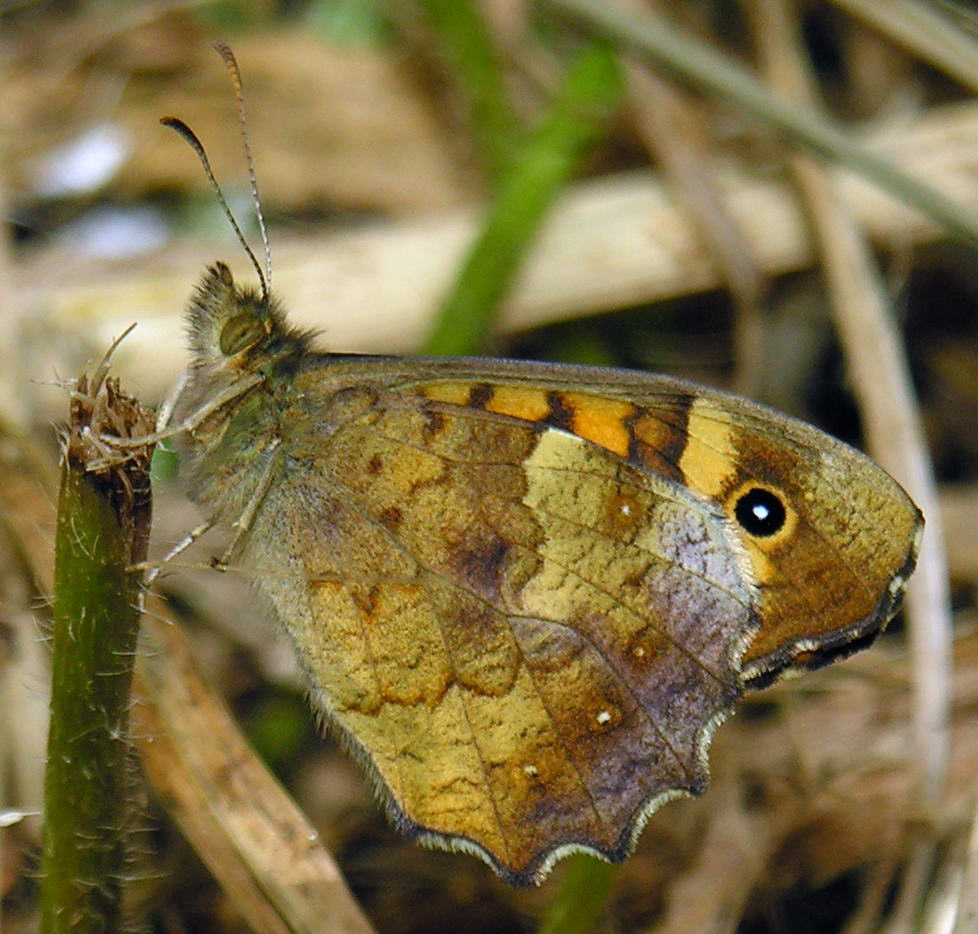
P. a. aegeria,
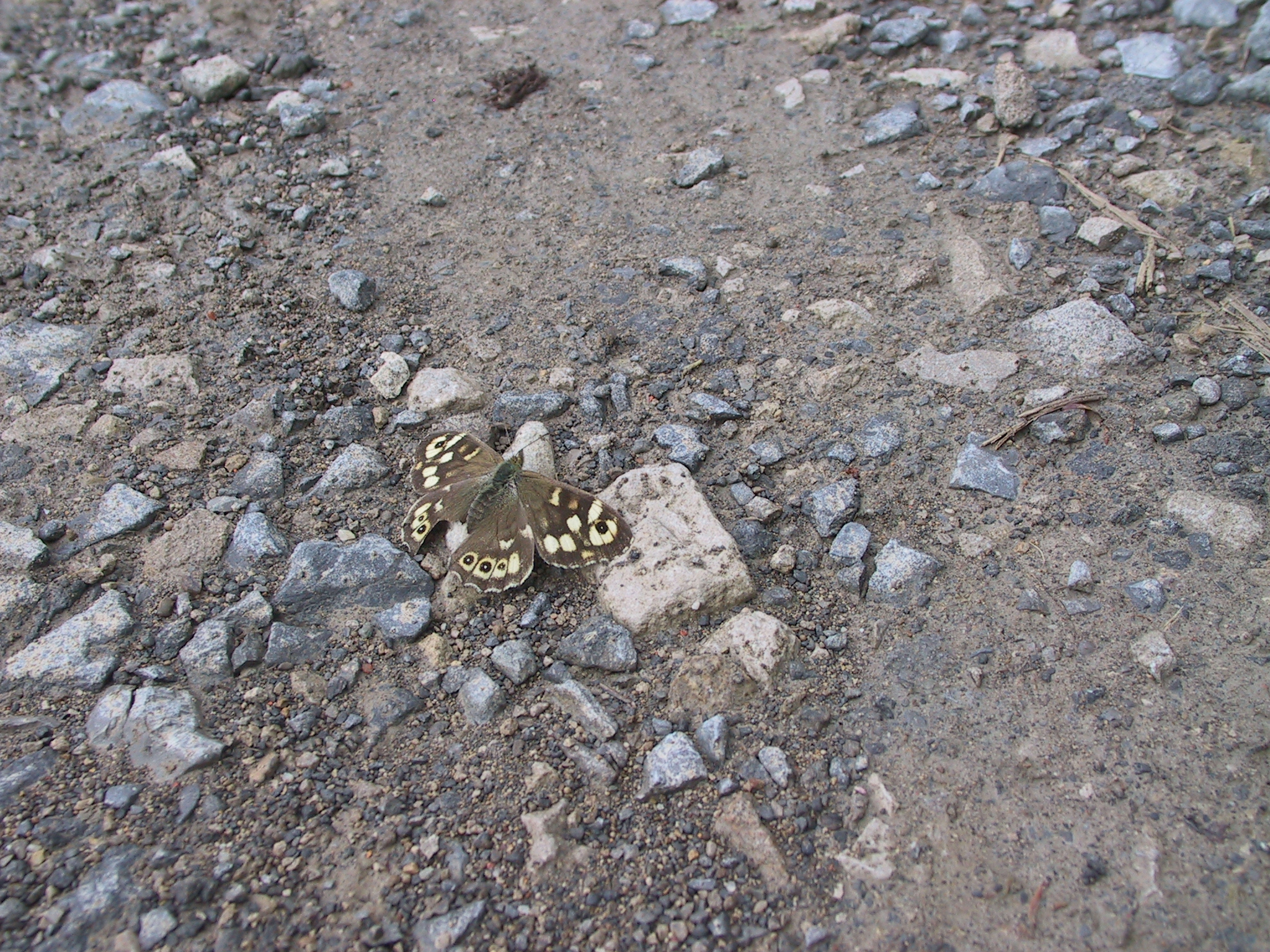
P. a. tircis, fêmea de cor clara,
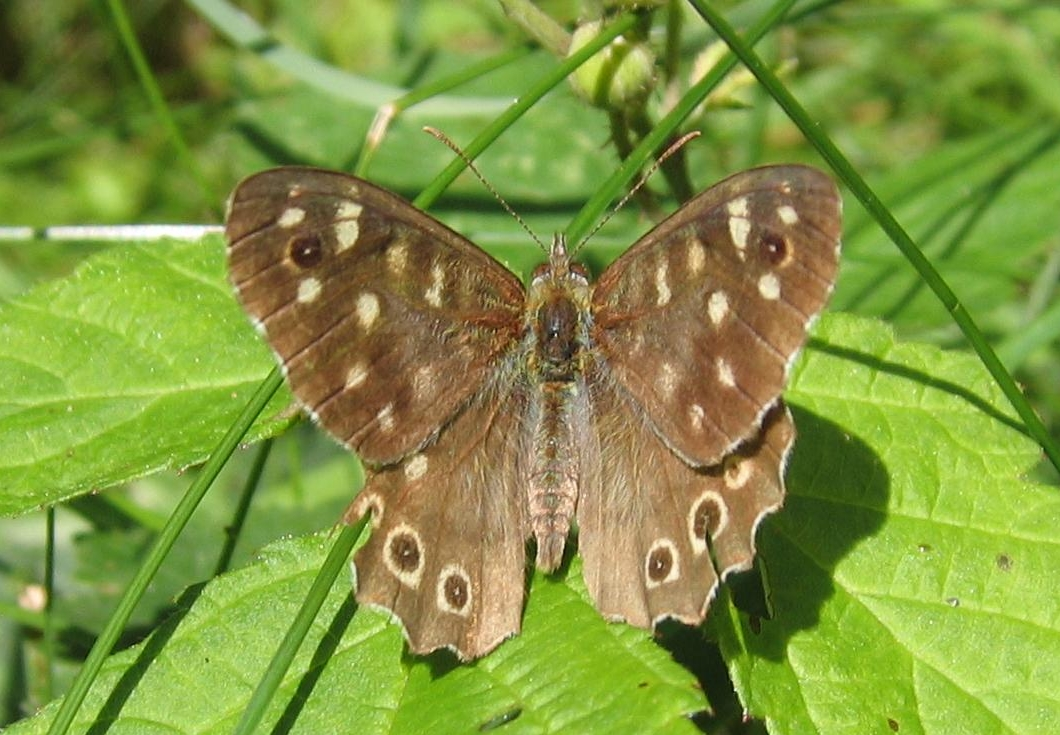
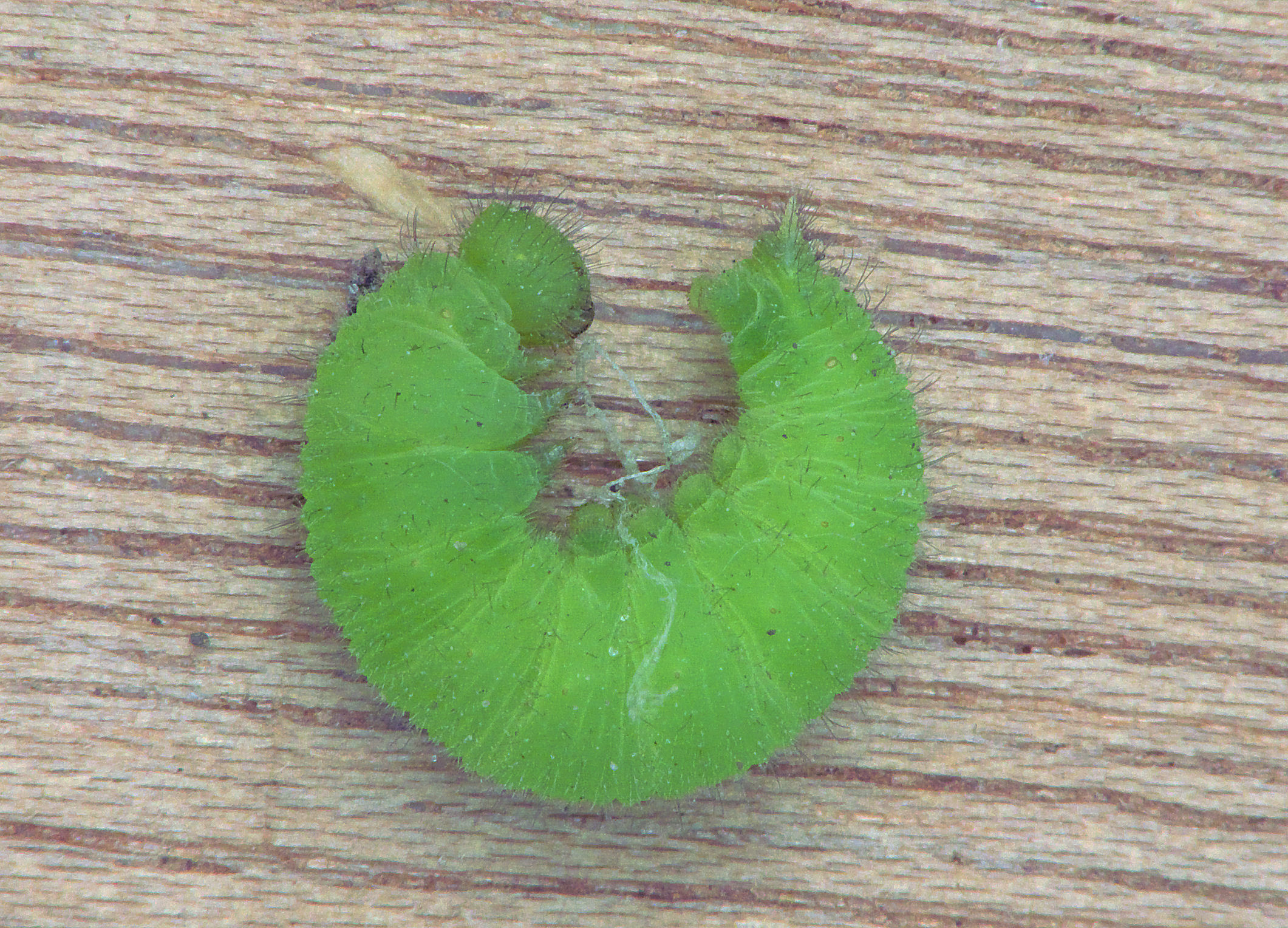
Lagarta